# ثوم وولف
ثوم وولف (بالإنجليزية: Thom Wolf)‏ هو محاضر أمريكي، ولد في 9 يوليو 1944 في هيوستن في الولايات المتحدة.